# Нестеров, Александр Михайлович
Александр Михайлович Нестеров (1905, с. Алымское, Уватский район, Тюменская область — ?) — советский государственный деятель. С 1931 в комсомоле, с 1945 — в ВКП(б).

## Биография
- с 1930 по 1932 — председатель Алымской сельскохозяйственной коммуны (Уральская область)
- с 1939 по 1940 — начальник Политического отдела Чуйского военизированного тракта Народного комиссариата внешней торговли СССР
- с 25 июня 1940 по 25 мая 1945 — председатель Алтайского краевого суда
- с 4 мая 1945 по 16 июня 1949 — Председатель Верховного Суда РСФСР

В Верховном Суде РСФСР руководил судебным составом по контрреволюционным делам уголовно-кассационной коллегии суда. Рассмотрел несколько тысяч дел по контрреволюционным преступлениям. Разделяет меру ответственности за участие в массовых репрессиях.
Во время роста дел и в условиях чистки не смог справиться с нагрузками и наладить управление суда. Был снят со своего поста.